# Caja Duero

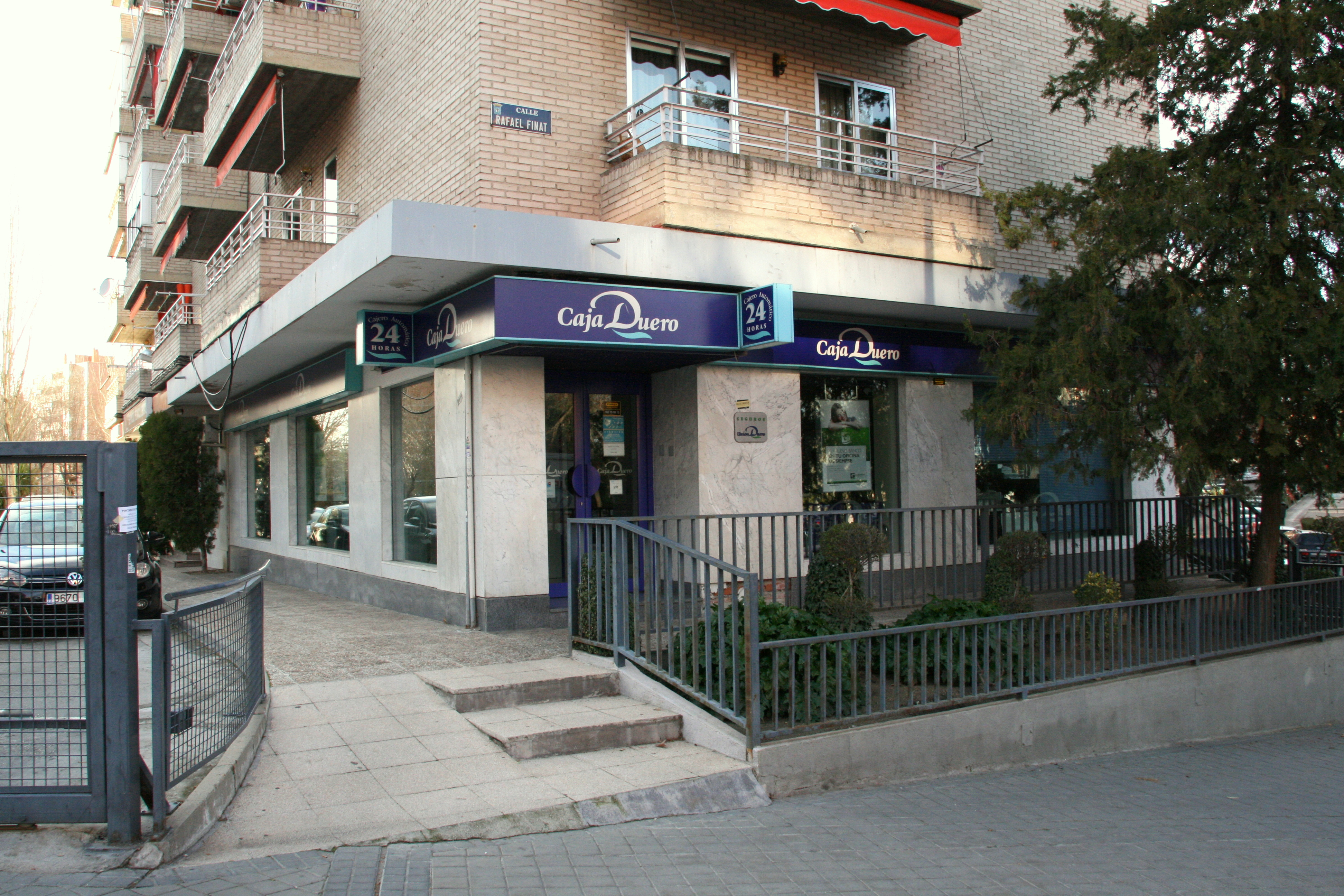

Caja Duero (Caja de Ahorros de Salamanca y Soria) era una caixa d'estalvis castellanolleonesa. Caja España i Caja Duero s'han fusionat, Caja España-Duero.